# Каприно-Веронезе
Каприно-Веронезе (итал. Caprino Veronese) — коммуна в Италии, располагается в провинции Верона области Венеция.
Население составляет 7493 человека, плотность населения составляет 159 чел./км². Занимает площадь 47,3 км². Почтовый индекс — 37013. Телефонный код — 045.
В коммуне 2 августа особо празднуется Успение Пресвятой Богородицы. В коммуне расположена Церковь Мадонна делла Корона XV века, основанная отшельниками.

## Города-побратимы
- Гау-Альгесхайм, Германия (1984)
- Сольё, Франция (2004)